# دای بوساتسو توگه
دای بوساتسو توگه (انگلیسی: Dai-bosatsu tōge) یک فیلم به کارگردانی اوچیدا تومو است که در سال ۱۹۵۷ منتشر شد.